# دانيال كلاسين
دانيال كلاسن (بالألمانية: Daniel Clasen)‏، باللاتينية: Danielis Clasenius أو Clasenus (1 مايو 1622، لونبورغ - 20 نوفمبر 1678، هيلمشتت)، كان منظّرًا سياسيًا ألمانيًا، وباحثًا دينيًا، وكلاسيكيًا.
تناولت أطروحته المكتوبة باللاتينية القانون والفقه والدين والسياسة. كان كلاسن من أوائل المنظرين للدين السياسي، على الرغم من أنه قد سبقه توماسو كامبانيلا (1568–1639)، وجادل ضد نظرية التوافق.